# Al-Faris
Al-Faris är ett distrikt i Irak.   Det ligger i provinsen Saladin, i den centrala delen av landet, 60 km norr om huvudstaden Bagdad.
Följande samhällen finns i Al-Faris:
- Dujail